# Lesió molecular
Una lesió molecular és un dany a l'estructura d'una molècula que resulta en la reducció o l'absència de les funcions normals, o, rarament, l'adquisició d'una nova funció. Concerneix les molècules biològiques com ara l'ADN, els enzims i les proteïnes. Les lesions de l'ADN consisteixen en trencaments en l'hèlix alfa, mentre que les lesions de les proteïnes consisteixen tant en enllaços trencats com en un plegament defectuós de la cadena d'aminoàcids.